# Campionati europei di ginnastica artistica femminile 2012 - Corpo libero
La finale ad attrezzo al corpo libero dei 29° Campionati Europei si è svolta nella Brussels Expo dell'Atomium di Bruxelles, Belgio, il 13 maggio 2012.

## Vincitrici
| Oro                     | Argento                | Bronzo                    |
| Larisa Iordache Romania | Cătălina Ponor Romania | Hannah Whelan Regno Unito |

## Qualificazioni
| Pos. | Ginnasta            | Totale | Qual. |
| ---- | ------------------- | ------ | ----- |
| 1    | Larisa Iordache     | 15.133 | Q     |
| 2    | Cătălina Ponor      | 14.800 | Q     |
| 3    | Vanessa Ferrari     | 14.600 | Q     |
| 4    | Hannah Whelan       | 14.333 | Q     |
| 5    | Julie Croket        | 14.266 | Q     |
| 6    | Diana Bulimar       | 14.200 | —     |
| 7    | Rebecca Tunney      | 14.000 | Q     |
| 8    | Mariya Livchikova   | 14.000 | Q     |
| 9    | Marta Pihan-Kulesza | 13.833 | Q     |
| 10   | Giulia Steingruber  | 13.800 | R1    |
| 11   | Ana Maria Izurieta  | 13.766 | R2    |
| 13   | Carlotta Ferlito    | 13.700 | R3    |

## Classifica
| Rank    | Gymnast             | D Score | E Score | Pen. | Total  |
| ------- | ------------------- | ------- | ------- | ---- | ------ |
| Oro     | Larisa Iordache     | 6.400   | 8.833   |      | 15.233 |
| Argento | Cătălina Ponor      | 6.000   | 8.633   |      | 14.633 |
| Bronzo  | Hannah Whelan       | 5.900   | 8.633   |      | 14.533 |
| 4       | Vanessa Ferrari     | 5.900   | 8.500   |      | 14.400 |
| 5       | Rebecca Tunney      | 5.700   | 8.300   | -0.2 | 13.800 |
| 6       | Mariya Livchikova   | 5.100   | 8.366   |      | 13.466 |
| 7       | Marta Pihan-Kulesza | 5.300   | 8.100   |      | 13.400 |
| 8       | Julie Croket        | 5.600   | 7.266   |      | 12.866 |